# Afrikanische Schmucklilie
Die Afrikanische Schmucklilie (Agapanthus africanus) ist eine blühende Pflanze der Gattung Agapanthus, die nur an den felsigen Sandsteinhängen des Winterregen-Fynbos der Kaphalbinsel bis Swellendam vorkommt.

## Beschreibung
Die Pflanze ist ein rhizomatöser, immergrüner Geophyt mit einer Höhe von 25 bis 70 cm. Die grundständigen, ledrigen Blätter sind ganzrandig, lang und länglich bis linealisch. Die duftlosen Blüten sind trichterförmig, blass- bis tiefblau mit einem dunkelblauen Streifen in der Mitte jedes Blütenblattes oder weiß. Die gestielten Blüten stehen in großen endständigen Büscheln, Dolden, wobei jede Blüte 25 bis 40 mm lang ist. Diese Art blüht von November bis April, besonders nach Bränden. Die Hauptblütezeit liegt zwischen Dezember und Februar.

## Ökologie
Die Bestäubung erfolgt durch Wind, Bienen und Nektarvögel und die Samen werden durch den Wind verbreitet. Bärenpaviane und Antilopen fressen manchmal die Blütenköpfe, sobald sich die ersten Blüten öffnen. Diese Pflanzen sind so angepasst, dass sie Brände im Fynbos überleben und aus den dicken, fleischigen Wurzeln wieder austreiben, nachdem ein Feuer durch das Gebiet gezogen ist.

## Kultivierung und Verwendung
Im Gegensatz zu der häufiger vorkommenden Blauen Schmucklilie (Agapanthus praecox) ist A. africanus weniger als Gartenpflanze geeignet, da sie schwieriger zu kultivieren ist. A. africanus kann in Steingärten in einer gut durchlässigen, leicht sauren Sandmischung kultiviert werden. Sie scheint aber am besten in flachen Töpfen zu gedeihen und blüht regelmäßig, wenn sie mit einem Langzeitdünger versorgt wird. A. walshii ist die bei weitem am schwierigsten zu kultivierende Art. Sie kann nur als Topfpflanze gezogen werden und überlebt nicht, wenn sie ausgepflanzt wird. Sie benötigt eine sehr gut durchlässige, sandige Mischung mit minimaler Bewässerung im Sommer. Beide Unterarten benötigen heiße trockene Sommer und ein Klima mit Niederschlägen im Winter. Sie vertragen keine längeren Frostperioden.
Der Name A. africanus wird im Gartenbau und Publikationen weltweit seit langem fälschlicherweise für A. praecox verwendet, und die als A. africanus verkauften Gartenpflanzen sind eigentlich Hybriden oder Kultivare von A. praecox.
Extrakte von A. africanus haben nachweislich antimykotische Eigenschaften. Die Anwendung diese Extrakte auf das Saatgut anderer Pflanzenarten, einschließlich wirtschaftlich wichtiger Arten, hat eine erhebliche Reduzierung der Auswirkungen bestimmter Krankheitserreger gezeigt. Bei Sorghum wurde sogar festgestellt, dass die Anwendung bessere Ergebnisse bringt als Thiram, ein üblicherweise verwendetes Fungizid, wenn es Sporisorium sorghi und S. cruentum ausgesetzt wird. In ähnlicher Weise wurde festgestellt, dass es bei Weizen Resistenz gegen Blattrost bewirkt, indem es die Aktivität von mit der Pathogenese verbundenen Proteinen erhöht.

## Schutz
Obwohl der Stand der gesamten Art noch nicht bewertet wurde, wird A. walshii vom South African National Biodiversity Institute (SANBI) als bedroht eingestuft. Die Art ist nur von einem kleinen Gebiet im Elgin-Tal (weniger als fünf Standorte) bekannt und die Population sinkt. Die größte Teilpopulation ist durch die unkontrollierte Ausbreitung informeller Siedlungen bedroht. Ein Teil der Population ist im Kogelberg-Biosphärenreservat geschützt und nicht bedroht.